# تود هالي
تود هالي (بالإنجليزية: Todd Haley)‏ هو مدرب رياضي أمريكي، ولد في 28 فبراير 1967 في أتلانتا في الولايات المتحدة.

## وصلات خارجية
- تود هالي على موقع إن إن دي بي (الإنجليزية)